# Espadilla
Espadilla (en valenciano Espadella), es un municipio de la provincia de Castellón perteneciente a la Comunidad Valenciana, España. Situado en la comarca del Alto Mijares. Cuenta con una población de 89 habitantes (INE 2024). Se trata de un municipio hispanófono, en el que el español cuenta con el predominio lingüístico reconocido legalmente.

## Geografía
Espadilla se asienta de manera escalonada sobre las laderas de una montaña a los pies del río Mijares, aprovechando sus aguas para regar sus fértiles huertas y campos de regadío.
Gran parte de su término se halla poblado de grandes extensiones de bosque en donde las especies predominantes son los pinos y las encinas. Así, 838 hectáreas del término municipal están ocupadas por extensiones boscosas y tan solo 159 por superficies de cultivos.
Pese a situarse en una zona de interior, las alturas medias no son excesivamente importantes y la influencia del cercano mar Mediterráneo provocan que en Espadilla se disfrute de un clima muy agradable.

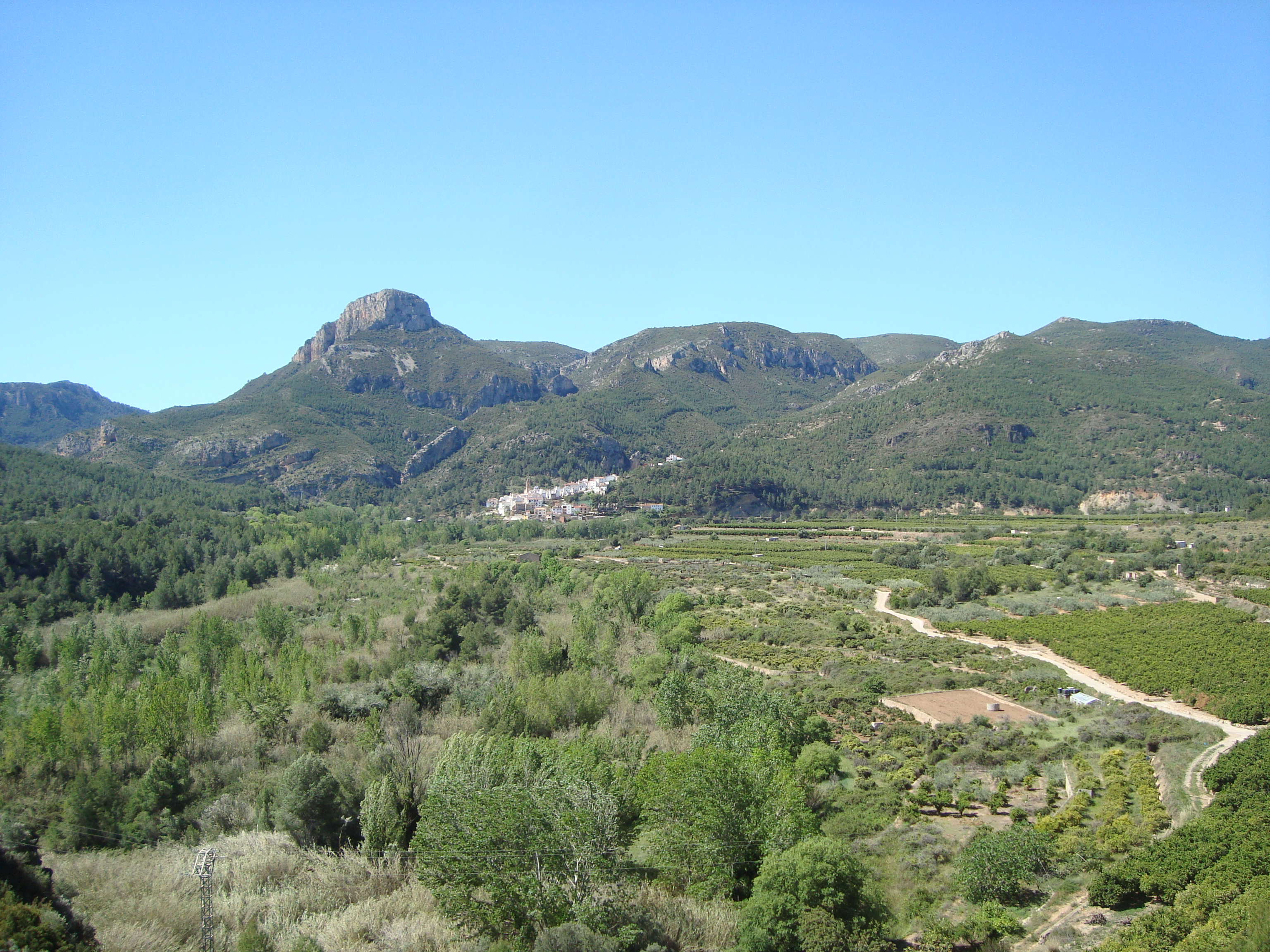
Panorámica de Espadilla (Castellón)

Desde Castellón de la Plana se accede a esta localidad a través de la CV-20.

### Localidades limítrofes
Toga, Vallat, Fanzara, Ayódar, Fuentes de Ayódar y Torrechiva todas de la provincia de Castellón.

## Historia
De origen árabe, el rey Zayd Abu Zayd, que se había convertido al cristianismo, hizo donación de este municipio al arzobispo de Tarragona. Después de la conquista perteneció a la baronía de Arenoso, concedida en 1242 a Eximén Pérez de Tarazona. En 1355 la baronía pasó a la casa ducal de Gandía, al casarse su primer duque, Alfonso de Aragón el Viejo. En 1464 fue confiscada a su nieto Jaime, por haberse sublevado contra el rey Juan II de Aragón. En 1471, el rey la donó a su hijo Alfonso, para el que instituyó el título de Duque de Villahermosa, siendo incluida en el patrimonio de dicho ducado. Fue lugar de moriscos (85 casas en 1609), formando parte de la hijuela de Vall de Uxó.

## Administración
| Periodo   | Nombre                       | Partido |
| --------- | ---------------------------- | ------- |
| 2003-2007 | Vicente D. Silvestre Ortells | PP      |
| 2007-2011 | Vicente D. Silvestre Ortells | PP      |
| 2011-2015 | Vicente D. Silvestre Ortells | PP      |
| 2015-2019 | Mª Teresa Marco Cons         | PP      |
| 2019-2023 | Vicente D. Silvestre Ortells | PP      |

## Demografía
Espadilla cuenta con una población de 89 habitantes (INE 2024).
| Gráfica de evolución demográfica de Espadilla entre 1842 y 2021                                                     |
| |
| Población de derecho según los censos de población del INE Población de hecho según los censos de población del INE |

| 1990 1992 | 1994 | 1996 | 1998 | 2000 | 2002 | 2004 | 2005 | 2006 | 2007 |
| --------- | ---- | ---- | ---- | ---- | ---- | ---- | ---- | ---- | ---- |
| 54        | 80   | 81   | 85   | 78   | 73   | 74   | 62   | 69   | 73   |

## Economía
La agricultura es casi exclusivamente de secano y los campos se ubican en el clásico abancalamiento en terrazas, aunque hoy en día gran parte de ellos están abandonados. También encontramos cultivos de regadío, sobre todo de cítricos, en la parte más baja del pueblo, junto al río Mijares.
Una parte importante de la población se desplaza hasta municipios de la Plana Baja como Onda y Ribesalbes para trabajar en su industria cerámica.

## Monumentos

### Monumentos religiosos
- Iglesia parroquial de San Juan Bautista. Construida en el siglo XVIII, consta de tres naves con crucero de estilo corintio.
- Ermita San Roque. Situada a poca distancia del pueblo es una Ermita sencilla, de una sola nave.
- Ermita del Calvario.
- Casa Abadía. Edificio del siglo XVII que conserva sus antiguas formas góticas, actualmente sede del Ayuntamiento.

### Monumentos civiles

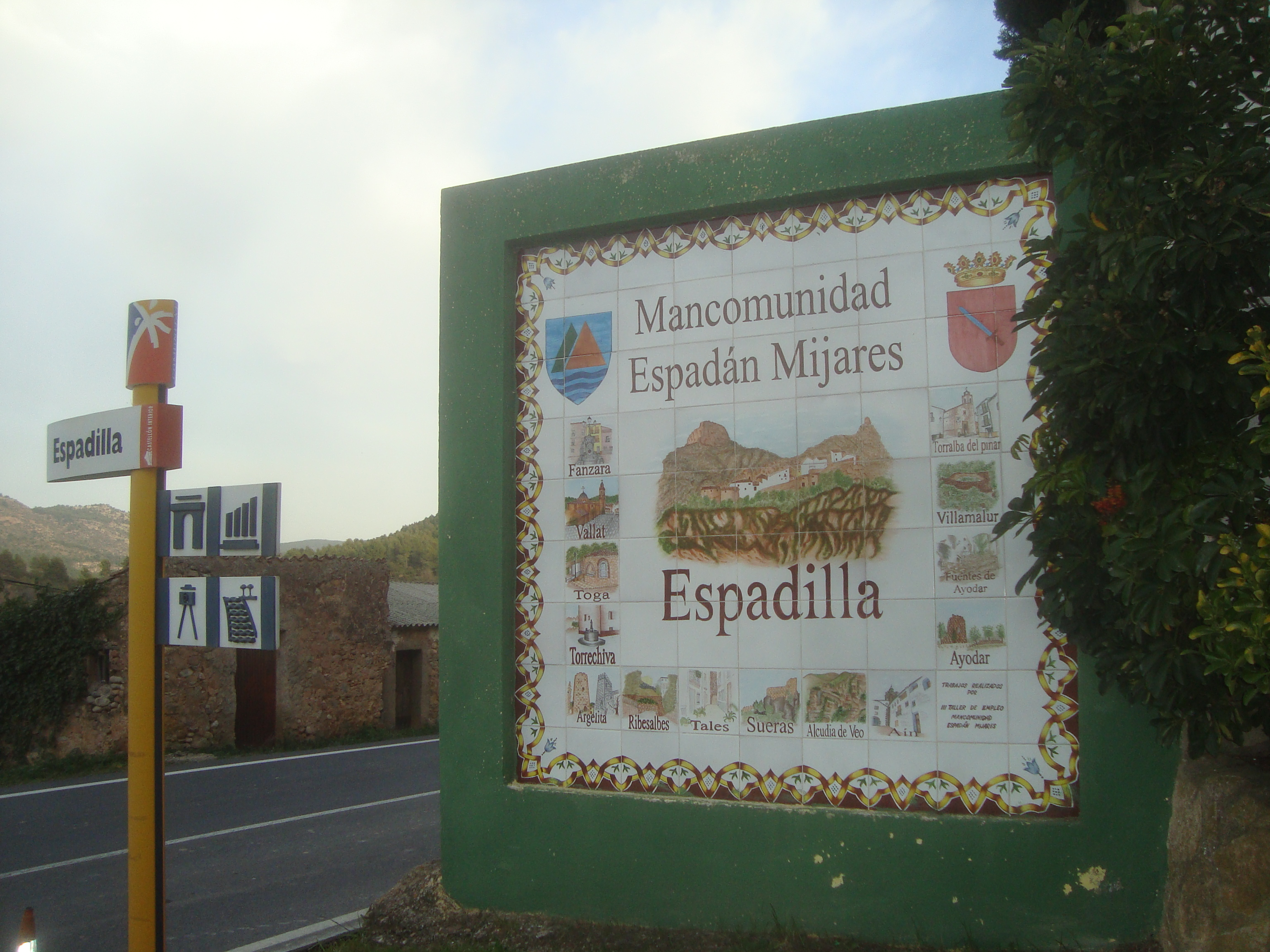
Espadilla.

- Espadilla.Castillo de Espadilla. Se encuentra a media ascensión de la importante Peña Saganta, a unos 546 m de altura en una cresta rocosa.  Es un punto estratégico de primer orden, ya que se halla aguas abajo del estrecho de Toga y a la derecha del río Mijares, dominando así un importante paraje ya cerca de los primeros llanos litorales. Castillo de origen árabe y de pequeña planta. Se encuentra en ruinas aunque se pueden apreciar con toda nitidez parte de la torre mayor y diversos elementos y lienzos de lo que fueron sus murallas.

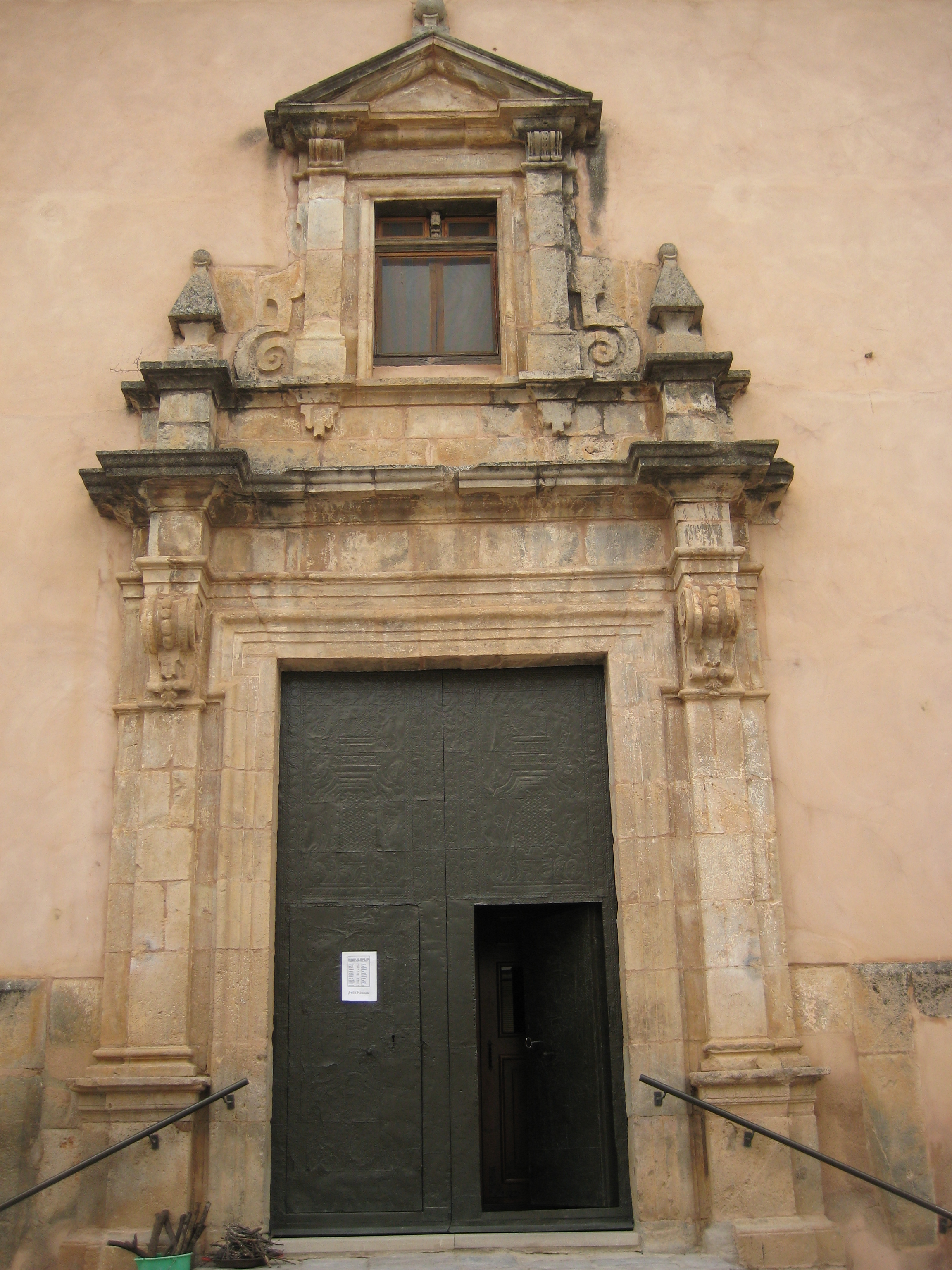
Iglesia de San Juan Bautista
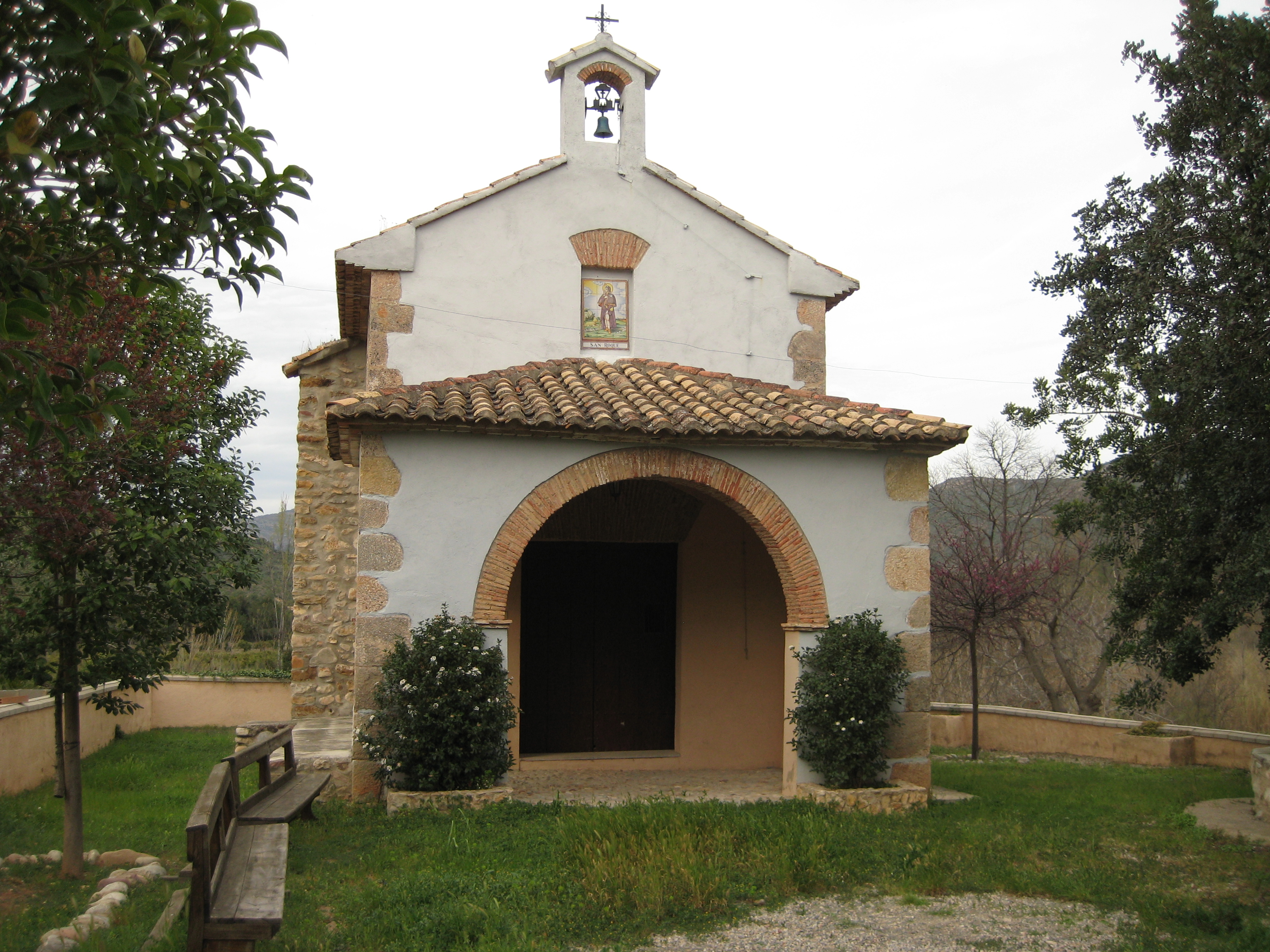
Ermita de San Roque
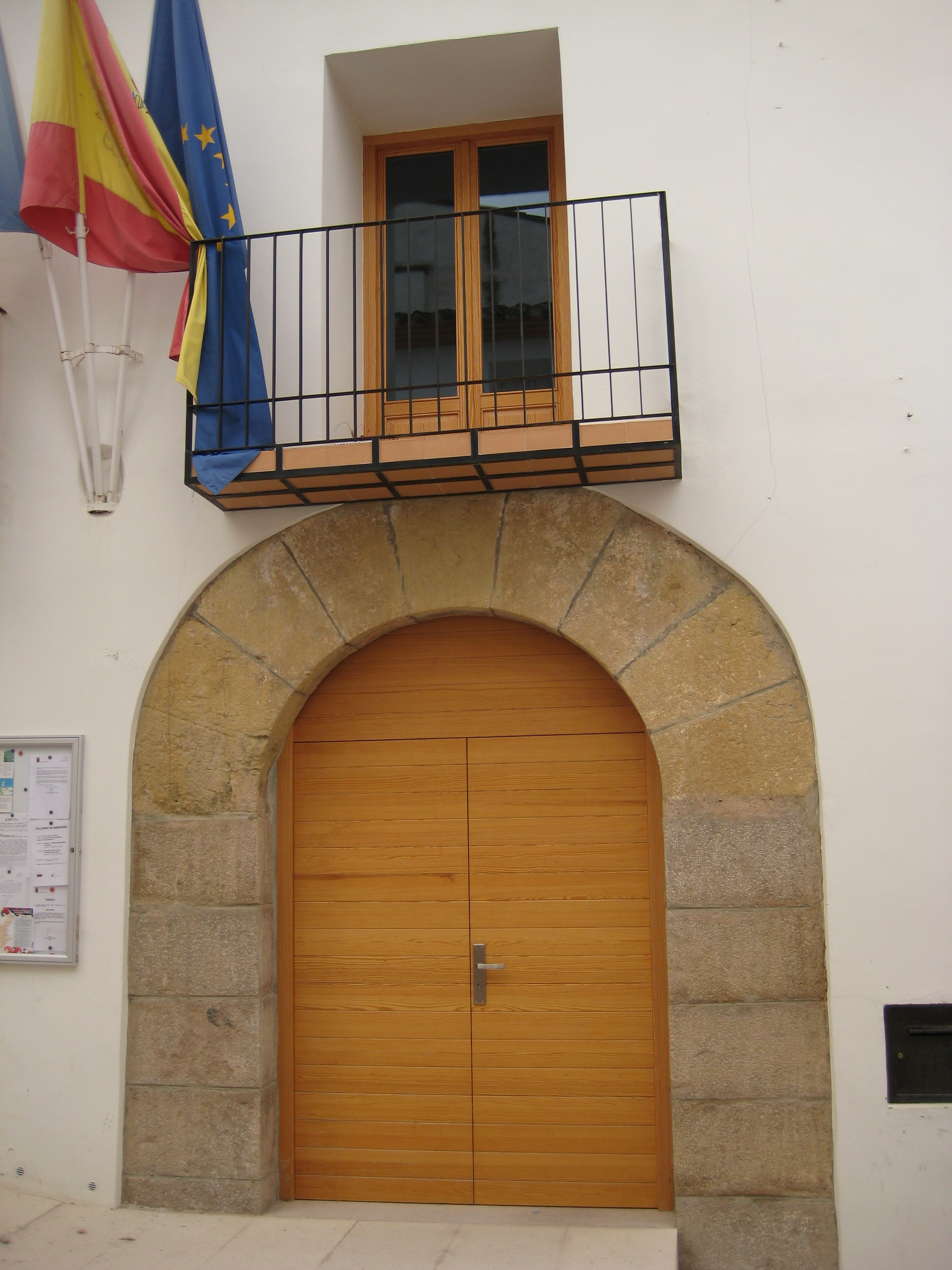
Ayuntamiento, antigua Casa Abadía

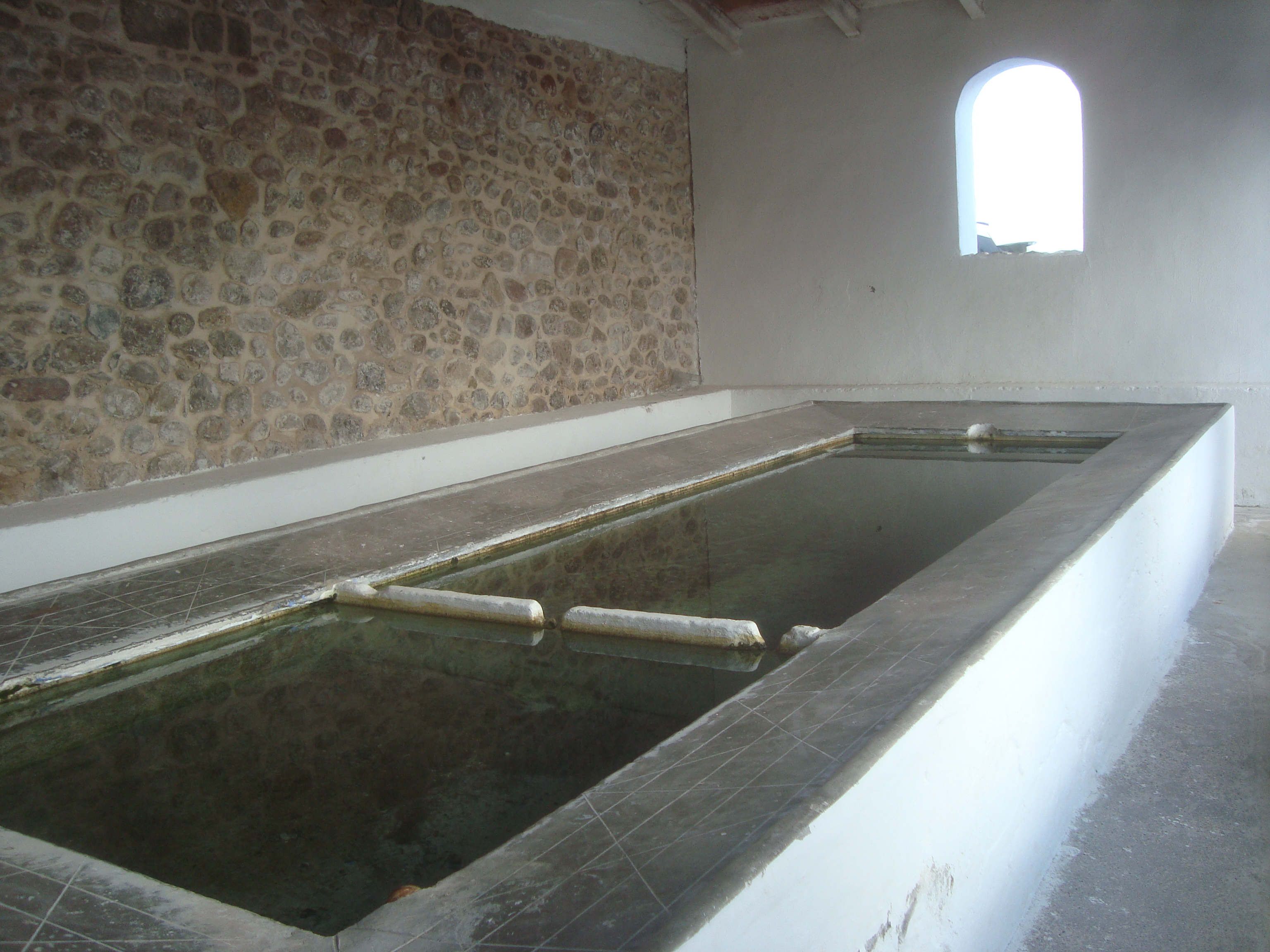
Lavadero municipal de Espadilla.

## Lugares de interés
- Río Mijares y su afluente. La existencia de un curso de agua transparente, sin contaminación y constante a lo largo de todo el año que atraviesa todo el término municipal confiere a este municipio un atractivo especial por dotar de mayor riqueza y diversidad al entorno natural. Dentro del río de Espadilla hay que citar algunos atractivos particularmente como la piscina natural que se configura como la zona de baño más utilizada en el entorno del casco urbano.
- Peña Saganta. Impresionante mole rocosa de 723 m de altura. Su ascensión merece la pena, dado la vista paisajística que desde su cima se puede disfrutar.

Existen numerosas fuentes con propiedades minero-medicinales dispersas por el término municipal. Estas posibilitan el que se puedan llevar a cabo atractivas excursiones. Son las fuentes de Meli, Sastre, Piqueta, Turís y Silvia.

## Fiestas
- Día de las tortas. Existe una curiosa costumbre el segundo día de Navidad que  consiste en aportar a la mesa pública platos de tortas por las principales personas de la población y en presencia de las autoridades del pueblo se subastan, entregándose el dinero recogido para el sufragio de las almas. Las posturas se satisfacen en "cuartiquias" de trigo pagaderas a la cosecha. La torta que más se puja es la del cura.
- Fiesta de San Antonio. Estas fiestas son celebradas de manera tradicional con sus desfiles de caballos y otros animales, que reciben la benedición. Los Espadillanos y los visitantes disfrutan de la hoguera de San Antonio y de la benedición del rollo.
- Fiestas de San Roque y San Juan Bautista. Se celebran la tercera semana de agosto. Se realizan bailes populares, toro embolado y una comida de hermandad en la que participa todo el pueblo.

## Gastronomía
Al igual que en el resto de la comarca, son típicos de estas tierras la olla de cardos y los embutidos.

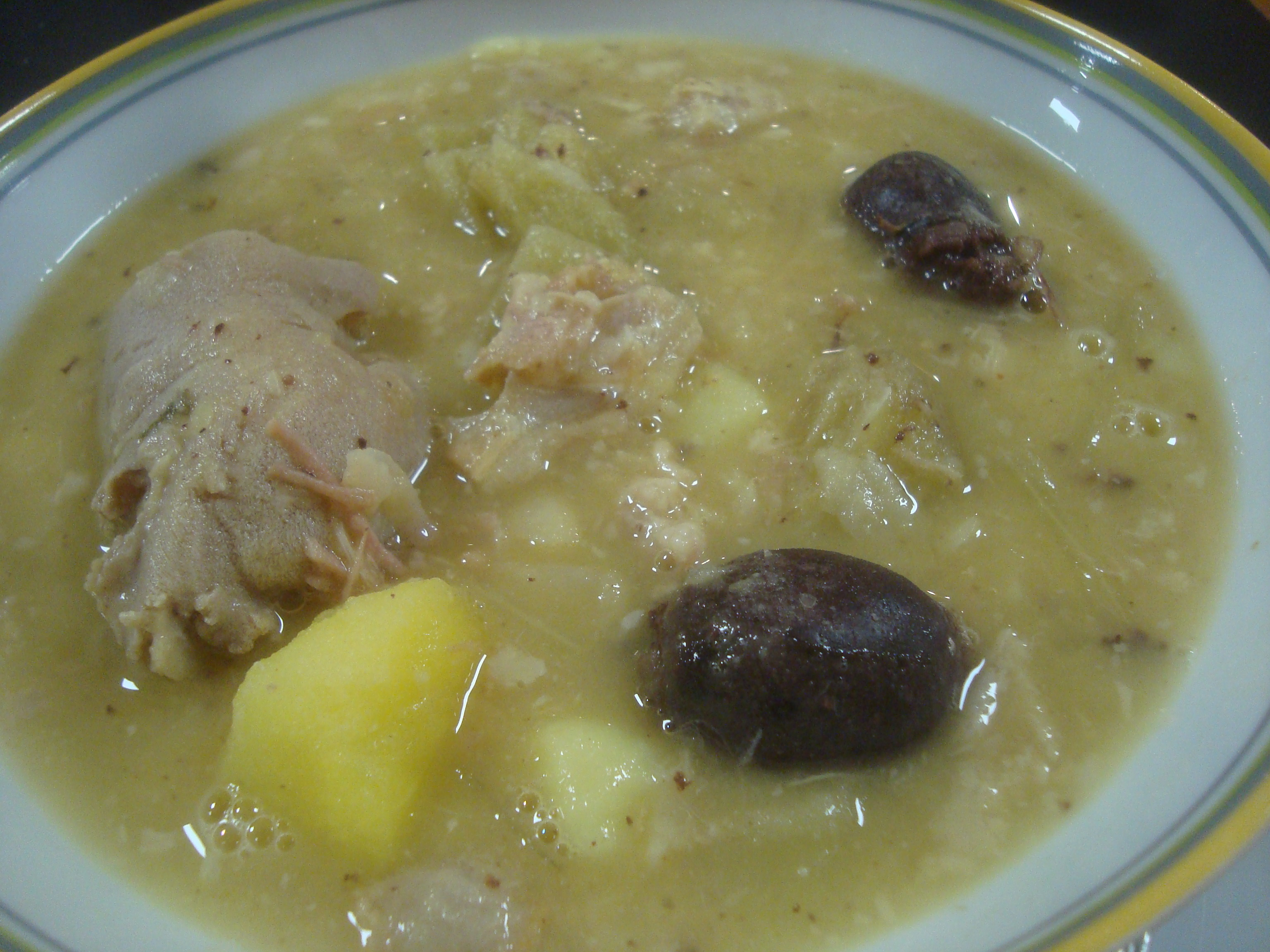
Olla de cardos.